# Grastidium
Grastidium is een geslacht van orchideeën uit de onderfamilie Epidendroideae. Het geslacht is afgesplitst van het geslacht Dendrobium.
Het zijn epifytische en lithofytische orchideeën van tropisch Zuidoost-Azië, Australazië en Nieuw-Guinea, gekenmerkt door slanke, hangende, verhoute stengels met twee rijen grasachtige bladeren en zeer variabele Bloemen.

## Naamgeving en etymologie
- Synoniem: Dendrobium Sw. (1799) sect. Grastidium (Blume) J.J.Sm.

De botanische naam Grastidium is afkomstig van het Oudgriekse γράστις, grastis (gras), waarschijnlijk naar de overwegend groene kleur van de bloemen van de typesoort van dit geslacht.

## Kenmerken
Grastidium-soorten zijn kleine tot zeer grote epifytische of lithofytische planten met lange, slanke, dikwijls verhoute en hangende stengels voorzien van twee geschrankte rijen slanke, grasachtige bladeren met lange bladscheden die de stengel geheel of gedeeltelijk omvatten.
De één tot vier bloemen staan in korte trossen in knoppen tegenover de bladeren, en zijn zelfs op dezelfde plant variabel van vorm. Dikwijls zijn de bloemen efemeer (eendaags).

## Habitat en verspreiding
Grastidium-soorten groeien op bomen en rotsen, in koele tot warme, vochtige kust-, laagland- en montane regenwouden of op open plaatsen langsheen rivieroevers, voornamelijk in China, Myanmar, Thailand, Maleisië, Laos, Vietnam, de Filipijnen, Java, Sumatra, Borneo, Nieuw-Guinea en de eilanden van de Stille Oceaan.

## Taxonomie
Grastidium werd in het verleden als een sectie van het geslacht Dendrobium beschouwd. In 2003 is het door Clements terug als volwaardig geslacht beschreven en opgenomen in een nieuwe subtribus Grastidiinae.
Het geslacht telt meer dan 200 soorten. De typesoort is Grastidium salaccense.